# Bisola Aiyeola
Bisola Aiyeola (21 de enero de 1986) es una actriz y cantante nigeriana. En 2018 fue galardonada con el Premio AMVCA Trailblazer en la gala de los Africa Magic Viewers Choice Awards.

## Biografía
Entre 2011 y 2013, Bisola fue una de las presentadoras de Billboard Nigeria, programa emitido por el canal Silverbird Television. En el año 2015 interpretó el papel de Kofo en la serie de televisión Life of a Nigerian Couple y un año después participó en el largometraje Picture Perfect. En 2017 concursó en el certamen televisivo Big Brother Naija, donde se convirtió en la primera finalista. Ese mismo año fue nominada al Premio City People Movie Award en la categoría de revelación del año junto con Zainab Balogun, Somkele Iyamah y Seun Ajayi. En 2018 ganó el Premio Trail Blazer en la gala de los Africa Magic Viewers Choice Awards.

## Educación
Bisola asistió a la Universidad Nacional Abierta de Nigeria (National Open University of Nigeria), donde estudió administración de empresas.

## Vida personal
Aiyeola tiene actualmente una hija. En agosto de 2018, el padre de la hija de Aiyeola falleció a causa de una enfermedad.

## Filmografía destacada

### Cine y televisión
- 2015 - Life of a Nigerian Couple
- 2016 - Picture Perfect
- 2017 - Two Grannies and a Baby
- 2018 - Chief Daddy
- 2018 - Payday
- 2019 - The Bling Lagosians
- 2019 - Sugar Rush
- 2019 - The Becoming of Obim
- 2020 - This Lady Called Life
- 2020 - Introducing the Kujus
- 2021 - Breaded Life
- 2021 - Castle & Castle